# CK Croling
Curling klub Croling je hrvatski curling klub iz Zagreba osnovan u ožujku 2007. godine. Osnovan je kao ženski curling klub, a od jeseni 2009. ima i mušku ekipu. 

Na prvom PH u curlingu 2006. nisu sudjelovale, jer još nisu bile osnovane.
Na drugom PH u curlingu održanom 2007. te trećem PH u curlingu održanom 2008. bile su jedine sudionice uz kasnije prvakinje, curlingašice Zapruđa.
Na četvrtom PH u curlingu održanom 2009. bile su treće.

Sastavi ekipa:
Ženska ekipa: Zdenka Ivkovčić (prva), Magdalena Ujević (prva), Dragica Valek Grašovec (druga), Jasmina Sočo (treća), Petra Bajo (skip).
Muška ekipa: Tomislav Bajo, Darko Bošnjak, Alan Herceg, Ivica Ivaci.

## Vanjske poveznice
- Hrvatski curling savez